# Пикорнавирусы
Пикорнави́русы (лат. Picornaviridae, от pico — маленький и rna — РНК) — семейство, объединяющее маленькие икосаэдрические вирусы высших позвоночных, содержащих одноцепочечную геномную РНК положительной полярности (то есть той же полярности, что и мРНК). Размер капсида составляет около 27—30 нм, размер генома — около 7—8 тысяч оснований. Размножение пикорнавирусов происходит в цитоплазме заражённой клетки. К пикорнавирусам относятся возбудители таких заболеваний, как полиомиелит, ринит, ящур, гепатит A и др. В мире вирусов пикорнавирусы выделяются очень высокой скоростью мутирования, что обуславливает высокую вероятность появления вредоносных для человека их вариантов.

## Строение генома

Общая схема строения геномной РНК (A) и процессинга полипротеина пикорнавирусов (B)

Геномная РНК пикорнавирусов содержит в большинстве случаев одну открытую рамку считывания под контролем IRES — участка внутренней посадки рибосомы. Трансляция вирусной РНК приводит к образованию гигантского белка-предшественника, который ещё до завершения синтеза нарезается вирусными протеазами, с образованием зрелых вирусных белков. К 5'-концу вирусной РНК ковалентно прикреплён маленький белок — VPg (от англ. viral protein genome linked, вирусный белок, соединённый с геномом). 3'-конец полиаденилирован (содержит несколько десятков остатков аденина, подобно клеточным мРНК). На 5'- и 3'-концах вирусной РНК располагаются так называемые цис-репликативные элементы (OriL и OriR, соответственно — от англ. origin — «начало», left — «левый», right — «правый») — последовательности, необходимые для репликации генома.

## Белки пикорнавирусов
Геном пикорнавирусов кодирует около десятка белков, обеспечивающих репликацию вирусной РНК, перепрограммирование клетки, сборку зрелых вирионов. Кодирующую область генома довольно условно делят на три участка:
P1 — кодирует структурные белки VP1, VP2, VP3, VP4, из которых строится вирусная частица.
P2 и P3 — кодируют белки, необходимые для перепрограммирования клетки и репликации:
- 2А — негомологичен у представителей разных родов пикорнавирусов. Например, у афто- и кардиовирусов — это пептид, который вызывает ко-трансляционный разрыв в синтезируемой белковой цепи полипротеина, а у энтеро- и риновирусов — сериновая протеаза.
- 2B и 3A — небольшие гидрофобные белки, принимающие участие в вызываемом пикорнавирусами изменении мембран клетки.
- 2С — этот белок имеет гомологию с хеликазами, входит в состав пикорнавирусного репликативного комплекса.
- 3B — это VPg, белок прикрепляющийся к 5'-концу вирусной РНК.
- 3С — цистеиновая протеаза, разрезающая полипротеин[4].
- 3D — РНК-полимераза, белок синтезирующий вирусную РНК.
- L — лидерный белок также негомологичен у представителей разных родов, у ряда пикорнавирусов отсутствует. У афтовирусов он является протеазой, отщепляющей себя от полипротеина, у кардиовирусов[англ.] и Teschovirus[англ.] лишён энзиматической активности.

## Классификация
По данным Международного комитета по таксономии вирусов (ICTV), на май 2024 г. в семейство включают 68 родов:
| Род            | Вид (представитель)      |
| Ailurivirus    | Ailurivirus agiapa       |
| Aphthovirus    | Aphthovirus reedi        |
| Bopivirus      | Bopivirus abovi          |
| Cardiovirus    | Cardiovirus saffoldi     |
| Cosavirus      | Cosavirus depakis        |
| Erbovirus      | Erbovirus aequirhi       |
| Hunnivirus     | Hunnivirus amagyari      |
| Malagasivirus  | Malagasivirus alphalesa  |
| Marsupivirus   | Marsupivirus aburpengari |
| Mischivirus    | Mischivirus acombewi     |
| Mosavirus      | Mosavirus betibeti       |
| Mupivirus      | Mupivirus arati          |
| Senecavirus    | Senecavirus cetus        |
| Teschovirus    | Teschovirus asilesi      |
| Torchivirus    | Torchivirus atorpi       |
| Tottorivirus   | Tottorivirus asuscro     |
| Anativirus     | Anativirus aductai       |
| Boosepivirus   | Boosepivirus atauri      |
| Diresapivirus  | Diresapivirus arhiferi   |
| Enterovirus    | Enterovirus deconjuncti  |
| Felipivirus    | Felipivirus acati        |
| Parabovirus    | Parabovirus chiwhibe     |
| Rabovirus      | Rabovirus dehomo         |
| Sapelovirus    | Sapelovirus anglia       |
| Caecilivirus   | Caecilivirus banna       |
| Crahelivirus   | Crahelivirus agapo       |
| Fipivirus      | Fipivirus besharpi       |
| Gruhelivirus   | Gruhelivirus agrusa      |
| Hepatovirus    | Hepatovirus ishrewi      |
| Rohelivirus    | Rohelivirus arodenti     |
| Tremovirus     | Tremovirus beturtli      |
| Danipivirus    | Danipivirus abrafi       |
| Dicipivirus    | Dicipivirus acadici      |
| Gallivirus     | Gallivirus afowli        |
| Hemipivirus    | Hemipivirus aholtge      |
| Kobuvirus      | Kobuvirus aichi          |
| Livupivirus    | Livupivirus asmonewi     |
| Ludopivirus    | Ludopivirus agrewhifrogo |
| Megrivirus     | Megrivirus chigalli      |
| Myrropivirus   | Myrropivirus achiwas     |
| Oscivirus      | Oscivirus ahokorobi      |
| Passerivirus   | Passerivirus bewaxi      |
| Pemapivirus    | Pemapivirus brohepotu    |
| Poecivirus     | Poecivirus ablacachi     |
| Pygoscepivirus | Pygoscepivirus apingu    |
| Rafivirus      | Rafivirus crhima         |
| Rajidapivirus  | Rajidapivirus ashaska    |
| Rosavirus      | Rosavirus chewhibe       |
| Sakobuvirus    | Sakobuvirus aportufeli   |
| Salivirus      | Salivirus aklasse        |
| Sicinivirus    | Sicinivirus ahiberni     |
| Symapivirus    | Symapivirus atriliza     |
| Tropivirus     | Tropivirus betero        |
| Aalivirus      | Aalivirus apekidu        |
| Aquamavirus    | Aquamavirus apinni       |
| Avihepatovirus | Avihepatovirus ahepati   |
| Avisivirus     | Avisivirus aturki        |
| Crohivirus     | Crohivirus beidoli       |
| Grusopivirus   | Grusopivirus celori      |
| Kunsagivirus   | Kunsagivirus agrepla     |
| Limnipivirus   | Limnipivirus disploca    |
| Orivirus       | Orivirus aoroshaza       |
| Parechovirus   | Parechovirus feterobo    |
| Pasivirus      | Pasivirus agallia        |
| Potamipivirus  | Potamipivirus balaski    |
| Shanbavirus    | Shanbavirus aminfuli     |
| Ampivirus      | Ampivirus apilisi        |
| Harkavirus     | Harkavirus alfoldi       |